# Cajueiro da Praia
Cajueiro da Praia é um município brasileiro do estado do Piauí. Localiza-se a uma latitude 02º55'40" sul e a uma longitude 41º20'10" oeste, estando a uma altitude de 10 metros. Sua população estimada em 2022 era de 7957 habitantes . Possui uma área de 283,86 km² e também é um dos quatro municípios litorâneos do Piauí.

## Historia

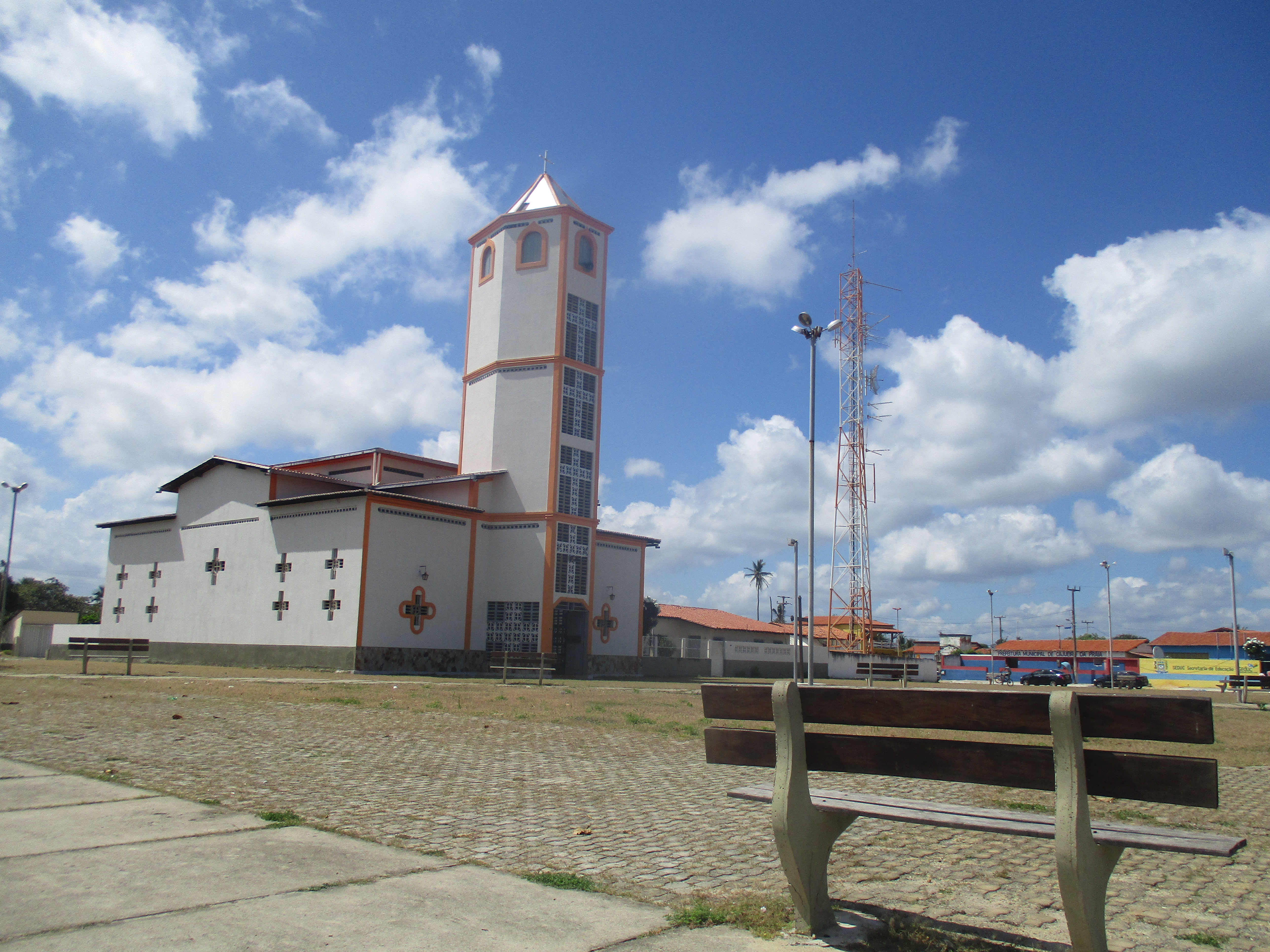
Igreja Matriz de Cajueiro da Praia.

Cajueiro Da Praia é um município brasileiro do estado do Piauí. Sendo um dos 4 municípios do estado que são banhados pelo Oceano Atlântico... A origem do nome surgiu do grande número de cajueiros existentes, na sua praia entre eles, um frondoso cajueiro, cuidado com especial carinho por uma família de pescadores, pioneiros do lugar, denominaram o local pela sua vegetação tropicalista de Cajueiro da Praia. Sua população nasceu devido as constantes visitas de dois destemidos pescadores que vinham das bandas do Ceará, que costumavam pescar no seu litoral. Receosos da presença dos índios tremembés que naquela época habitavam no local, não ancoravam para conhecer de perto a riqueza natural dessa terra.
Os índios tremembés, foram os primeiros habitantes de Cajueiro da praia eram exímios pescadores e deixou sua arte como grande herança as gerações seguintes e ainda hoje é exercida com perfeição pelos habitantes, atividade que contribui no desenvolvimento do município. A origem do nome “Cajueiro da praia”, foi devido a existência de um grande número de cajueiros nativos.
Com o passar do tempo, descobriram que não havia mais permanência de índios e resolveram descer a terra firme onde encontraram muitos vestígios indígenas, panela de barro, potes, gamelas feitas de troncos de árvores e etc.
Esses desbravadores pioneiros da nossa região eram chamados de Profiro e Zé de Barro, trouxeram suas famílias iniciando assim, a nossa população.
Enriqueceram nossa lavoura com seus roçados e a partir daquela época muitas outras famílias de imigrantes do vizinho estado Ceará passaram a povoar nosso município.
E o belíssimo cajueiro regado por todos tornou-se o símbolo daquela hospitaleira terra que acabara de nascer, abrigando todos aqueles que à escolheram como berço natal.
Podemos descrever um pouco sobre a vida comercial do referido lugar, citando os grandes comerciais existentes como: João Jorge, Manoel Ricardo e Zé Ricardo.
Como a carência de médico era grande destacaram-se pelo serviço prestado às parteiras da época: Maria Josefa, Yan e Preta.
O folclore mais usado na região era Bumba-meu-boi e o reisado. O candomblé era praticado com intensidade. A religião predominante era a católica, apresentando uma grande religiosidade na realização do festejo Sagrado Coração de Jesus em uma antiga capela. Em 1934 foi construída a capela do Sagrado Coração de Jesus pela comunidade.
Com referência aos mortos podemos citar o primeiro cemitério localizado no povoado Morro Branco.
O lugarejo Cajueiro da Praia pertencia ao estado do Ceará mais graças a guerra dos Balaios entre os dois estados houve uma troca: Luiz Correia (município que pertencia Cajueiro da Praia) que era do Ceará passou a pertencer ao Piauí e Crateús município piauiense passou a pertencer ao Ceará.
Com relação a educação o 1º professor do lugarejo foi José Alexandre em uma escolinha montada pela colônia dos pescadores da época. Em 1969 construíram a Unidade Escolar Manoel Ricardo de Lima, em 1974 inicia-se outra escola, Unidade Escolar Joaquim Brito.

## Emancipação
Em 1992 iniciava-se a grande virada do lugarejo Cajueiro da Praia, com um deputado Estadual, Gerson Mourão, que se encantou com as pastagens e beleza desta terra. Devido o desenvolvimento da lavoura,  pecuária, pesca e beleza do litoral, belíssimas casas residências e comerciais e comerciais, o grande número de alunos matriculados. A permanência dos turistas e outros, despertaram nos representantes políticos a necessidade da criação do município. Deve-se ao Dr. Gerson Mourão a indicação do Cajueiro da praia à cidade e por esse motivo com base nos fatos, a comunidade política criou o plebiscito no dia 3 de outubro de 1995 sendo escolhido para sede do município Cajueiro da Praia. A lei orgânica do município foi assinada, no dia 14 de dezembro de 1995, com o número de 4.810 de habitantes sendo fundada no dia 15 de dezembro de 1995, realizou a 1ª eleição em 3 de outubro de 1996 sendo eleito o 1º prefeito Municipal Claúdio Fontenele de Araújo Souza e os representantes da câmara municipal Fº José Siqueira (Presidente da câmara), José Pereira da Silva (Secretario), Nódgi Muálem de Moraes (Presidente da comissão permanente de finanças, e orçamento), Pedro Alves Neto, Francisco das chagas Fontenele, Acrisio Amaral Carvalho, Luciano da Silva Araújo, José Maria Damasceno Lopes, Raimundo do Fontenele Santos.

## Geografia
Limites
Norte: Oceano Atlântico; Sul: Luís Correia; Leste: Estado do Ceará; Oeste: Luís Correia
Clima
Tropical alternadamente úmido e seco, com duração do período seco de seis meses / Temperaturas médias Entre 25 °C a 32 °C
Vegetação
Restinga, vegetação de dunas e caatinga arbórea e arbustiva
Solos
Areias quartzosas marinhas, areias quartzosas distróficas e solos aluviais eutróficos

## Comunidades
Canto Grande, Árvore Verde, Morada Nova, Lagoa de São José, São Domingos, Camurupim, Carpina, Gargalho, Boa Vista, Terra Nova, Canto Comprido, Praia Branca, Bom Princípio, Tocos, Vila Paraíso.
Barra Grande, Barrinha e Morro Branco (hoje reconhecidos como bairros).

## Turismo

### Praia
Cajueiro da Praia tem como atração turística a Praia do Cajueiro. E faz parte do território de Cajueiro da Praia a Praia de Barra Grande, que é um pequena colônia habitada no passado apenas por pescadores. E, atualmente possui diversas pousadas focadas no turismo, com destaque para a prática do Kitesurf, pois nessa praia são encontradas as condições ideais para prática desse esporte. Gente de todas as partes do Brasil e ate do mundo vem conhecer Barra Grande.

### Cajueiro-rei do Piauí
Outra atração turística  é o Cajueiro-rei do Piauí que de acordo com pesquisa publicada no periódico internacional sobre ciências, Genetics and Molecular Research é o maior cajueiro do mundo superando o de Parnamirim. O Cajueiro Rei é considerado cientificamente como o maior cajueiro do mundo, com uma área de 8.832 metros quadrados de extensão.[carece de fontes?] Com cerca de 200 anos de idade, e originário de uma única castanha. O atrativo turístico está localizado no município de Cajueiro da Praia, há 402 km de Teresina e apenas 8 km de Barra Grande.[carece de fontes?]